# Theropithecus gelada
Il babbuino Gelada (Theropithecus gelada Rüppell, 1835) è una grossa scimmia della famiglia dei Cercopitecidi, endemica dell'Etiopia. È l'unica specie vivente del genere Theropithecus.

## Descrizione
I parenti più vicini del Gelada sono i babbuini del genere Papio, genere al quale un tempo la specie veniva ascritta. Come loro, hanno corpo massiccio e zampe robuste, oltre che canini molto allungati.

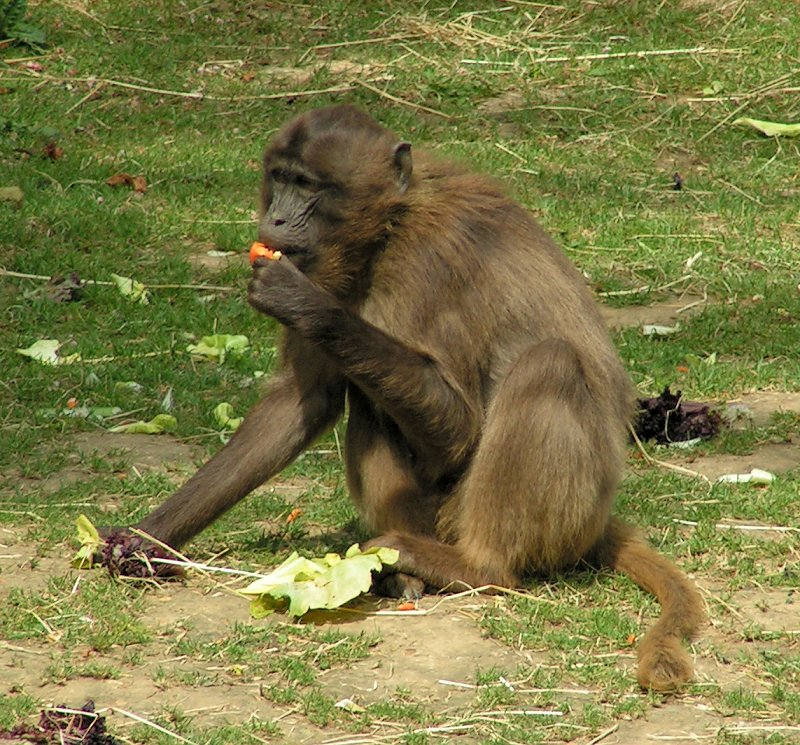
Femmina di T. gelada

Il dimorfismo sessuale è piuttosto accentuato. Il maschio possiede una folta criniera che arriva a toccare il petto e una piccola parte della schiena.

Questo cinocefalo è molto caratteristico per la testa dal muso arrotondato e rivolto verso l'alto. Le sue narici, sporgenti, si aprono sulla parte superiore del naso. Non confondibile con nessun'altra specie, il gelada si distingue da tutti gli altri primati per le zone di pelle nuda sul petto e sotto la gola: una grande chiazza, a forma di mezzaluna, si estende in senso trasversale sotto la gola; due altre chiazze, di forma triangolare, ornano il petto. Queste zone, glabre, sono di colore rosso vivo e orlate di piccole escrescenze carnose che sembrano collane di perle. Nelle femmine il rosso della pelle cambia di intensità, in relazione al ciclo ormonale mensile. La femmina ha le mammelle molto ravvicinate tra loro, quasi da toccarsi, il che tra i primati è un fatto eccezionale. La pelle della faccia del gelada è color marrone scuro, le palpebre sono bianche. La pelliccia, fitta e molto lunga, forma una criniera dietro la testa dei maschi. Il maschio adulto pesa circa 20 kg; la femmina, più piccola, non supera i 14 kg. Come il babbuino, anche il gelada maschio ha i canini molto lunghi, mentre nella femmina essi sono normali. Queste scimmie usano i loro forti denti come efficacissime armi di difesa e di offesa. I gelada hanno la coda lunga, di colore marrone, con un ciuffo di peli all'estremità, che la fa somigliare a quella del leone. Il pollice di queste scimmie è uno dei più opponibili fra i primati, superato solo da quello dell'uomo. Ciò perché l'animale ha necessità di un'estrema accuratezza nel raccogliere i singoli steli o semi di cui si nutre.

## Distribuzione e habitat

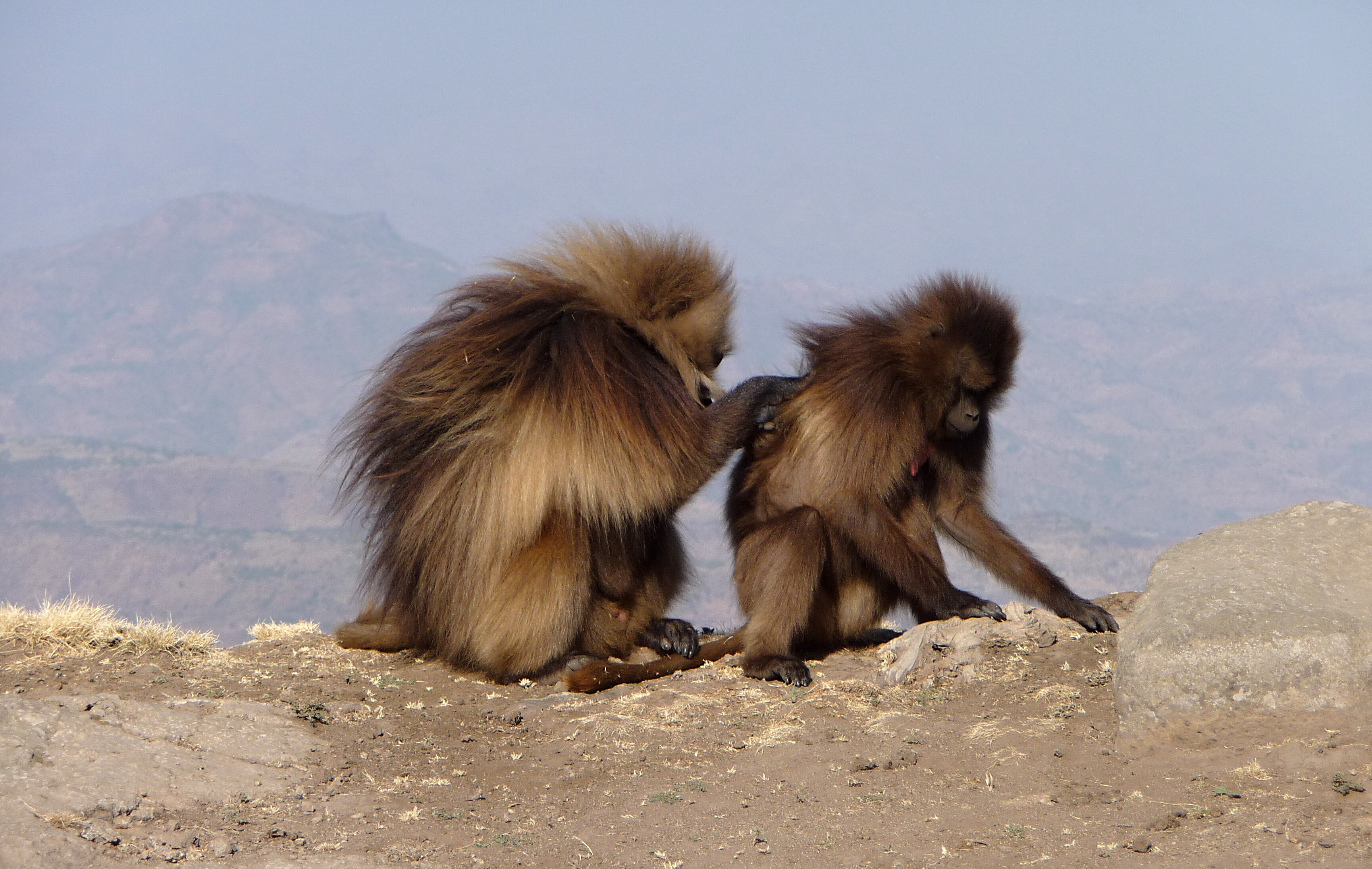
Due gelada in Etiopia

La zona di distribuzione del gelada è ridottissima. Infatti, vive solo su alcune montagne dell'Etiopia, dove frequenta gli altopiani pietrosi. Vive sulle montagne del nord e del centro, specialmente intorno al lago Tana, a un'altitudine variante tra i 2000 e i 4000 m.

## Biologia
I gelada sono scimmie terricole, perfettamente atte alla corsa e agli spostamenti sul terreno. I loro habitat preferiti sono le scarpate rocciose, vicino ai fiumi e ai torrenti. Sono a loro agio nelle falesie, a strapiombo su precipizi e gole di montagna. 
Raramente si allontanano da questi luoghi, che offrono loro riparo e sicurezza. Durante la notte i gelada vanno a dormire sui cornicioni rocciosi, quasi inaccessibili, dove sono al sicuro dai carnivori predatori. Queste scimmie sono diurne; all'alba si mettono in attività, attendono alla loro toletta, quindi partono, alla ricerca di cibo, consistente in foglie, erbe, chicchi, radici carnose e bulbi diversi. Si tratta dell'unica scimmia brucatrice: esse, infatti, si muovono sulle quattro zampe, falciando continuamente l'erba e le piantine che crescono sugli altopiani dove la specie è di casa. Tra i predatori principali di questo primate si annoverano il leopardo e il lupo etiope. Non sono pericolosi per l'uomo.

## Struttura sociale
I gelada, come i babbuini, sono scimmie gregarie che vivono in gruppi e formano comunità perfettamente gerarchizzate. Queste comunità possono arrivare fino a quattrocento individui, divisi in gruppi di minore importanza, ciascuno dei quali occupa un particolare territorio lungo le falesie. Ogni gruppo è dominato da un grosso maschio adulto, che ne è il capo incontrastato. Questo pascià dispone di un harem e non tollera nessuna intrusione nel suo dominio. I gelada, a volte, effettuano rilevanti spostamenti giornalieri. Lasciano all'alba le loro falesie e salgono fino ai prati superiori, dove passano la giornata a nutrirsi. Percorrono così fino a 6 km. Al crepuscolo ridiscendono verso le falesie, dove cercano un riparo per la notte. Non dormono sempre nella loro abituale tana, ma si spostano per alcuni giorni lungo la gola dei monti, salendo e ridiscendendo il corso del fiume, prima di fare ritorno al loro luogo abituale.
I gelada lanciano gridi acutissimi, percepibili da lontano, ma non emettono gli abbai tanto caratteristici dei babbuini.